# Raión de Bábushkin
El raión de Bábushkin (ruso: Ба́бушкинский райо́н) es un distrito administrativo (raión) ruso perteneciente a la óblast de Vólogda. Se ubica en el sureste de la óblast. Su capital es Seló ímeni Bábushkina.
En 2023, el raión tenía una población de 9641 habitantes. El raión, cuyo territorio es completamente rural, limita al sur con la óblast de Kostromá. Recibe su topónimo en referencia a Iván Bábushkin, revolucionario bolchevique nacido en la capital distrital, que fue fusilado en 1906 cuando intentaba organizar un gobierno revolucionario en Chitá.

## Subdivisiones
Comprende 123 localidades rurales, de los cuales Seló ímeni Bábushkina es la única que supera los mil habitantes, albergando dicha capital la tercera parte de la población distrital. Debido a esta dispersión rural, desde 2022 el autogobierno local del raión toma la forma jurídica de ókrug municipal, de forma que un solo ayuntamiento con sede en Seló ímeni Bábushkina ejerce su jurisdicción sobre todo el raión.
Antes de 2022, había en el raión seis asentamientos rurales, cuyos ayuntamientos se ubicaban en la capital distrital y en Voskresénskoye, Minkovo, Podbolotye (con sede en Koksharka), Rosliátino y Timanova Gora.